# Birol Topaloğlu
Birol Topaloğlu est un musicien turc né dans une famille laze dans le petit village d'Apso (province de Rize) sur les bords de la mer Noire, près de la frontière géorgienne. 
Il a d'abord collecté les berceuses et les ballades chantées par sa mère. En 1997, il a enregistré la musique des Lazes des montagnes de Turquie, puis celle chantée en mingrélien. Il fut le premier à utiliser un instrument à cordes appelé le "Chonguri" et un instrument à vent appelé "Philili".

## Discographie
- Heyamo (1997)
- Aravani (2000)
- Ezmoce (2007)